# Квітау
Квітау (ісл. Hvítá МФА: [ˈkʰviːtˌauː], «Біла річка») — річка в Ісландії.
Квітау бере початок з озера Квітаурватн, розташованого в південній частині льодовика Гофсйокутль, на заході Центральної Ісландії. Квітау тече в південному напрямку, на відстані 40 кілометрів від її витоку річка утворює водоспад Ґульфосс. Має три притоки — Тунгуфльот, Бруара і Стора-Лакса.
Квітау перетинає ісландську низовину біля Грімснеса і тече повз гори Інгольфсфьял. Зливаючись з річкою Сог утворює Ельфюсау.
Довжина Квітау разом з Ельфюсау становить 185 кілометрів. Через свої весняні розливи і водоспади річка вважається найнебезпечнішою в Ісландії.
| Річка | Це незавершена стаття про річку. Ви можете допомогти проєкту, виправивши або дописавши її. |

| Ісландія | Це незавершена стаття з географії Ісландії. Ви можете допомогти проєкту, виправивши або дописавши її. |